# Formato 135

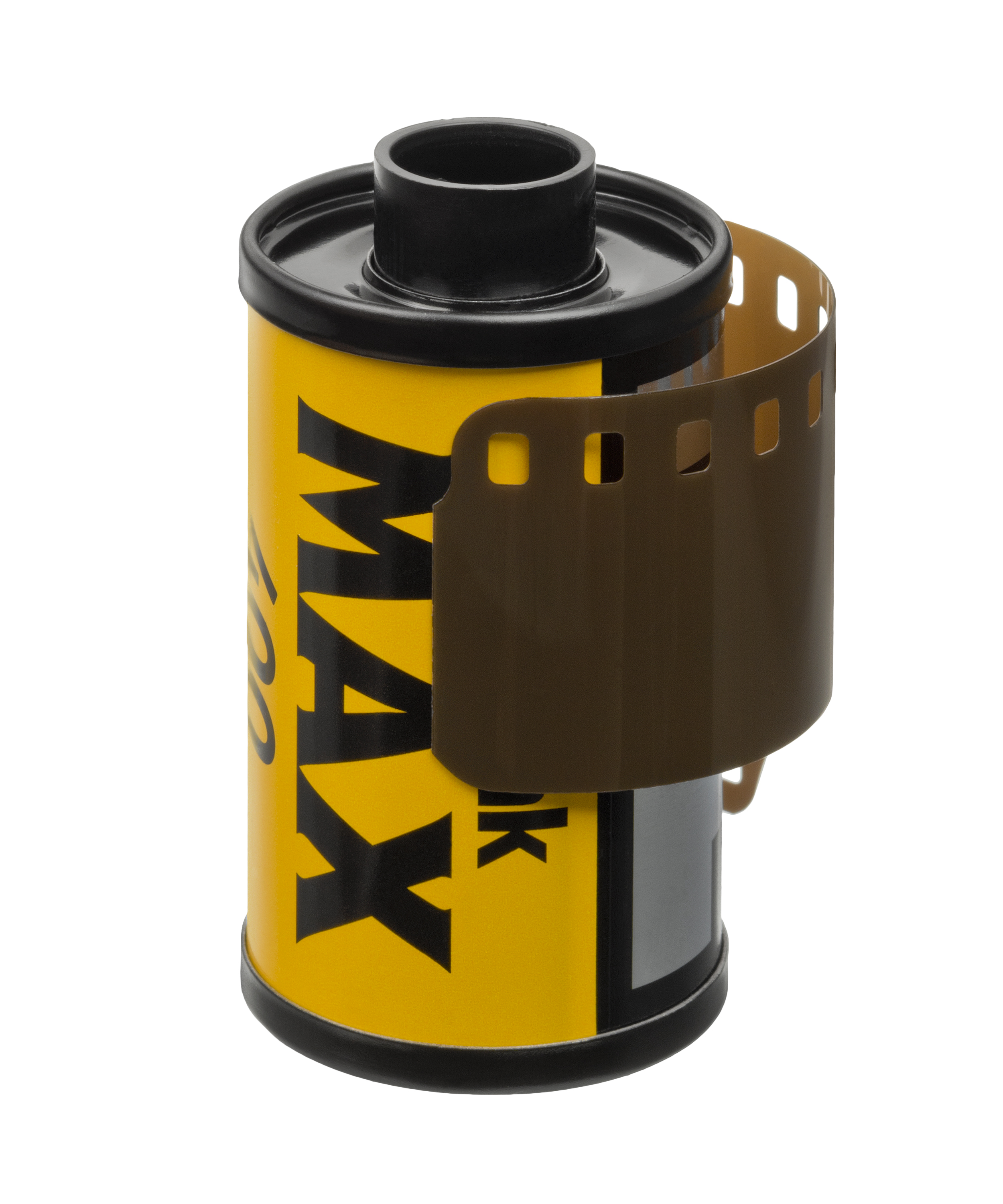
Un rullino 135 con pellicola perforata da 35 mm.

Il formato 135 o rullino 135 o brevemente 135 è un caricatore di pellicola fotografica per fotocamere di piccolo formato (in confronto al medio e al grande formato). I rullini 135 contengono una striscia di pellicola cinematografica perforata da 35 mm, lunga normalmente tra 0,6 e 1,6 metri circa, con emulsione negativa, positiva, bianco e nero o a colori, per circa 12, 24 o 36 fotogrammi in formato Leica 24x36. Tuttavia, in base alle diverse fotocamere, è possibile che vengano scelti e usati anche fotogrammi e rapporti d'aspetto di dimensioni diverse, tipo il mezzo formato (24×18 mm in 4:3) o altri e vari formati panoramici (fino al 24×72 mm), ecc.   
L'uso massivo e commerciale della pellicola da 35mm per l'ambito fotografico si deve alla fotocamera Leica ideata da Oskar Barnak, tanto che il rullino 135 ebbe un enorme successo per più di mezzo secolo, dal primo dopoguerra (1921) fino al nuovo millennio, quando arrivò la fotografia digitale, nonostante sia ancora in uso tra gli amanti della pellicola.  
Il formato dei rullini 135 come lo conosciamo oggi verrà standardizzato nel 1934 dall'azienda statunitense Eastman Kodak Company, la stessa che nel 1909 standardizzò la pellicola cinematografica da 35mm.

## Storia

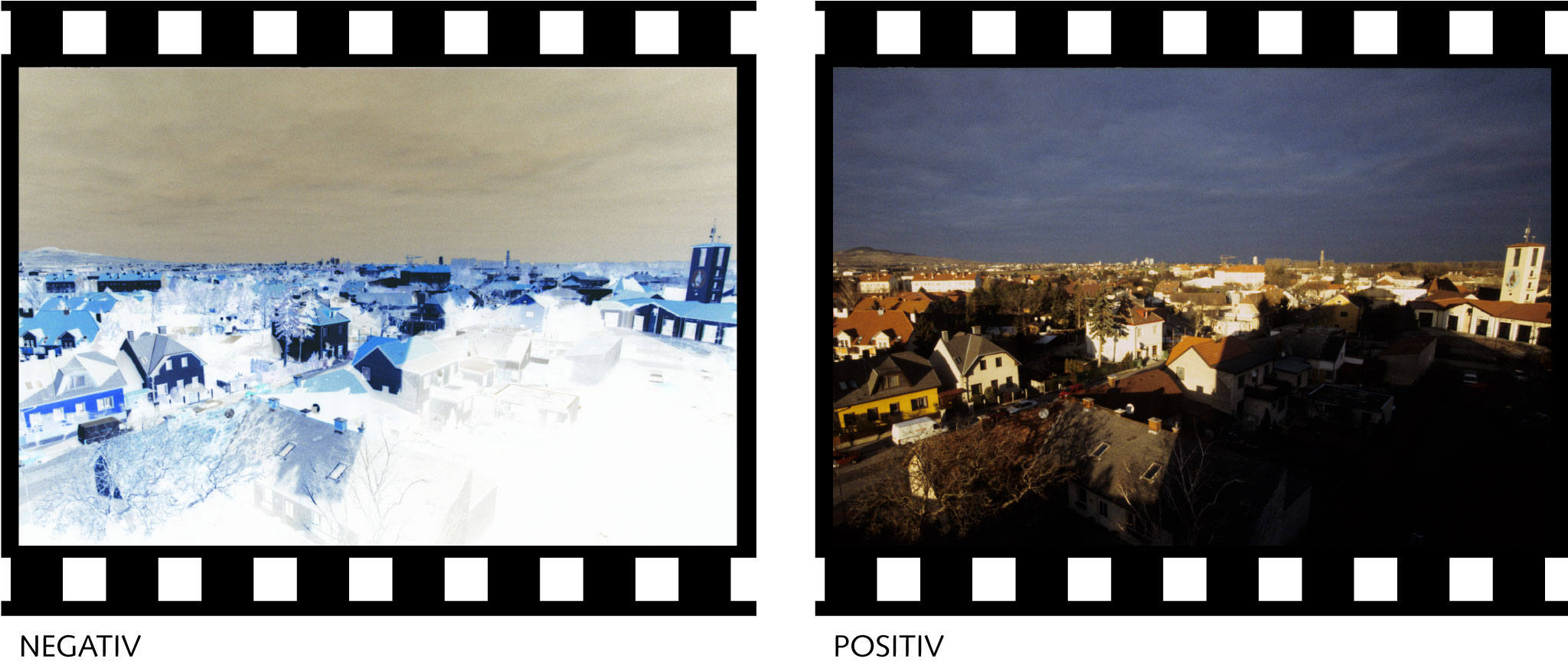
Fotografie in formato 24x36 mm, su film 35 mm (negativa a sinistra e positiva a destra).

Tutto ebbe inizio nel 1913, quando l'ingegnere tedesco Oskar Barnack, lavorando per la E. Leitz di Wetzlar, stava ideando un modo più pratico e più preciso di quello corrente, di esporre la pellicola cinematografica da 35 mm, per valutare i tempi di esposizione per il girato. Costruì così una sorta di scatoletta (piccola camera oscura) alla quale poteva agganciare un obiettivo foto-cinematografico, e dentro la quale inserire all'incirca 1 metro di pellicola perforata, pronta per essere esposta. Ma per migliorare la valutazione delle esposizioni, nella produzione dei film, decise di raddoppiare la superficie del fotogramma, portandolo da 24×18 a 24×36 mm. E così, la scatoletta di Barnack ebbe un discreto successo in ambiente cinematografico, ma molto di più in ambiente fotografico, diventando la famosa Leica (UR-Leica) che tutti oggi conoscono come la Leica M, fotocamera con mirino a telemetro di piccolo formato per rullini 135. 
La popolarità è cresciuta rapidamente, superando i rulli in formato 120 alla fine degli anni '60, e diventando il più comune formato nella fotografia di massa a livello mondiale, nonostante la concorrenza diretta dei caricatori a cartuccia 828 e 126 (ugualmente caricati con pellicola da 35 mm), o dei formati ridotti 110 e APS altamente commerciali. 

## Impiego
Il rullino 135, con pellicola da 35 mm, consente di costruire macchine piccole e leggere, e relativamente economiche, che comunque permettono di ottenere immagini di qualità adeguata nella gran parte delle applicazioni di massa; si tratta quindi di un formato per uso generale, che prima dell'avvento della fotografia digitale, veniva usato praticamente da tutti i dilettanti e anche da alcuni professionisti, almeno per le applicazioni meno critiche. Tuttavia, in ambito professionale, il formato 135 è sempre stato usato solo per lavori molto economici e/o in quelle situazioni che richiedevano leggerezza e praticità, come nel fotogiornalismo (di cronaca, sportivo, di guerra, ecc) o di reportage in luoghi impervi e di viaggio in generale. Per i lavori di qualità più alta, venivano usati i rulli 120, nei vari formati medi (6x4,5 - 6x6 - 6x9 cm) e i vari formati più grandi, che ancora oggi temono pochi paragoni in un confronto. 

## Caratteristiche
Kodak ideò il caratteristico contenitore metallico munito di guarnizioni di velluto, che permette di maneggiare la pellicola in tutta sicurezza alla luce del sole, in fase di caricamento e di scaricamento del rullino dalla fotocamera (previo preventivo riavvolgimento). La pellicola 35 mm ha uno spessore di ~ 0,14 mm con bande perforate secondo il Kodak Standard: lo standard ingegneristico è controllato dalla ISO 1007. 

### Lunghezza pellicola
La pellicola è disponibile in varie lunghezze per un numero variabile di esposizioni; il rullino 135 standard a lunghezza intera, è sempre stato di 36 esposizioni 24x36. I rullini da 12 esposizioni erano ampiamente utilizzati perlopiù nella stampa quotidiana. 
Con la maggior parte delle fotocamere è possibile ottenere fino a 3 esposizioni in più rispetto alla capacità nominale della pellicola, se la fotocamera è caricata in una camera oscura e alcune fotocamere lo consentono anche con il caricamento all'aperto. 
Ilford realizzava una pellicola in bianco e nero (HP 5) su una sottile base di poliestere, che consentiva 72 esposizioni.

### fotogrammi

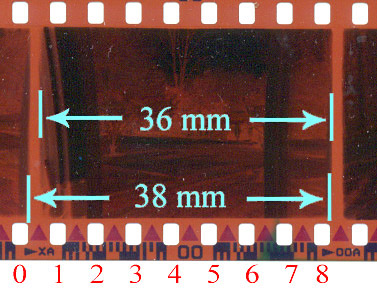
Un fotogramma della pellicola 135, con le misure e perforazioni standard.

Il fotogramma 24x36 mm, su pellicola 35 mm, è nominato in quel modo, in quanto nel cinema è la larghezza del fotogramma ad essere nominato per primo, e poi l'altezza; qui, bisogna ricordare che il formato era stato adottato per servizio al cinema, e dunque era strutturato fin dall'inizio allo stesso modo. 
Le dimensioni e il passo della perforazione, sono conformi alla specifica standard KS-1870, che nel caso di orientazione fotografica vede invece 8 perforazioni per ogni fotogramma, con una distanza di 38,00 mm tra due consecutivi, consentendo un adeguato spazio di 2 mm tra le varie immagini. 
I fori dello standard Kodak sono rettangolari con angoli arrotondati e misurano 1,981 mm di altezza per 2,794 mm di larghezza (se osservati nel verso di scorrimento della pellicola cinematografica).

### Varianti
Altri formati di immagine, con diversi rapporti d'aspetto, applicati alla pellicola 35 mm, sono stati il mezzo fotogramma 18x24 mm (uguale al formato cinematografico) usato dalle Olympus Pen F che guadagnò una certa popolarità negli anni '60, e il 24x24 mm delle fotocamere Robot. Altri formati insoliti e meno conosciuti, sono il 24x32 mm e il 24x34 mm sulle prime Nikon a telemetro, il 24x23 mm di alcune fotocamere stereoscopiche, più altri vari formati panoramici. Nel 1967, la sovietica Krasnogorsky Zavod ha introdotto un formato panoramico 24x58 mm con la fotocamera Horizont. Nel 1998, Hasselblad e Fuji hanno introdotto un formato panoramico 24x65 mm, con la fotocamera XPan/TX-1.